# Kleinstadelhofen
Kleinstadelhofen ist ein Wohnplatz Großstadelhofens, einer von sieben Ortschaften der Stadt Pfullendorf im Landkreis Sigmaringen in Baden-Württemberg, Deutschland.

## Geographie

### Geographische Lage
Der Weiler liegt auf der Gemarkung Großstadelhofen.

### Teilorte
Zu Kleinstadelhofen gehört die Furtmühle. Die einzelgelegene Mühle im Furtbachtobel wurde erstmals 1475 als zu der Furt muellin erwähnt. Sie ist seit 1476 im Besitz des Spitals Pfullendorf. Die frühere Sägemühle ist heute Pilgerherberge am Linzgauer Jakobsweg, einer Etappe des Via Beuronensis.

## Geschichte
Kleinstadelhofen wurde erstmals urkundlich im Jahr 1337 direkt als zuo dem klainen Stadelhoven genannt. Ein Konrad Gremlich von Krauchenwies verkaufte 1446 den Grafen von Werdenberg-Heiligenberg Groß- und Kleinstadelhofen und die Vogteien über Sylvenstal, Wattenreute und Krähenried, doch konnte seine Witwe 1475 an Anton von Neuneck dieselben Güter verkaufen. 1476 erfolgte der Weiterverkauf an das Spital Pfullendorf. Die Hochgerichtsbarkeit lag bei der Grafschaft Heiligenberg, die Niedergerichtsbarkeit nach 1476 bei der Stadt Pfullendorf.
Ab 1803 war Kleinstadelhofen großherzöglich-badisch. Als Weiler zur Gemeinde Großstadelhofen gehörte Kleinstadelhofen zum Bezirksamt Pfullendorf im badischen Seekreis.
Der Volksmund kennt die Sage vom „Schwarzen Ochsen“.

### Einwohner
In Kleinstadelhofen leben aktuell 70 Einwohner (Stand: Mai 2015).

## Religion
Kirchlich gehört Kleinstadelhofen zur römisch-katholischen Pfarrei Pfullendorf-Denkingen.

## Wirtschaft und Infrastruktur

### Verkehr
Die Ortsdurchfahrt von Kleinstadelhofen ist Teil der Landesstraße 268.